# Grand-Failly
 Grand-Failly  là một xã của tỉnh Meurthe-et-Moselle, thuộc vùng Grand Est, đông bắc nước Pháp. Xã này nằm ở khu vực có độ cao trung bình 230 mét trên mực nước biển.
Sông Othain chảy theo hướng tây bắc qua phía tây nam của xã. Sông Chiers tạo thành một phần ranh giới phía bắc.